# 達布林希爾 (特拉華州)
達布林希爾（英語：Dublin Hill）是位於美國特拉華州蘇塞克斯縣的一個非建制地區。該地的面積和人口皆未知。

## 地理
達布林希爾的座標為38°45′11″N 75°39′13″W / 38.75306°N 75.65361°W，而該地的平均海拔高度為17米（即56英尺）。